# 死因贈與
死因贈與是指因贈與人死亡而發生效力之贈與契約，屬於特種贈與之一種，常與遺贈互為比較。
學說上對於死因贈與究竟為附條件或附期限之贈與契約迭有爭議，但多數學者認為死因贈與是以「贈與人死亡時受贈人仍然生存」為停止條件的贈與契約。